# J-SH03
J-SH03（ジェイ エスエイチ ゼロ さん）は、シャープが開発した、J-フォンによる第二世代携帯電話端末製品。

## 概要
J-SH02のマイナーチェンジモデルで、画面が大きくなり、輝度が向上している。また、表示文字数がJ-SH02の全角56文字から全角72文字へと増量している。
この機種をベースとした読売ジャイアンツとのコラボレーションモデル「J-SH03 ジャイアンツフォン」も存在する（関西・九州地方以外で発売）。

## 歴史
- 2000年5月11日 - J-フォンより発表。
- 2000年5月26日 - 発売開始。